# Cailly
Cailly /kaˈji/ è un comune francese di 730 abitanti situato nel dipartimento della Senna Marittima nella regione della Normandia.

## Società

### Evoluzione demografica
Abitanti censiti